# Kúszóbankafélék
A kúszóbankafélék (Phoeniculidae) a madarak osztályába és a szarvascsőrűmadár-alakúak rendjébe tartozó család. Két nem és nyolc faj tartozik a családba.

## Előfordulásuk
Afrikában a Szahara alatti területeken honosak. Trópusi esőerdők, fás élőhelyek és síkvidéki száraz bokorok lakói.

## Életmódjuk
Csipeszszerű csőrűkkel a fák kérgén és repedéseiben keresgélik ízeltlábúakból álló táplálékukat.

## Rendszerezés
A család az alábbi nemeket foglalja magában.
- Phoeniculus (Jarocki, 1821) – 5 faj 
  - piroscsőrű kúszóbanka (Phoeniculus purpureus)
  - Phoeniculus damarensis
  - feketecsőrű kúszóbanka (Phoeniculus somaliensis)
  - fehérfejű kúszóbanka (Phoeniculus bollei)
  - Phoeniculus castaneiceps

- Rhinopomastus (Jardine, 1828) – 3 faj 
  - fekete sarlósbanka (Rhinopomastus aterrimus)
  - sarlós kúszóbanka vagy közönséges sarlósbanka (Rhinopomastus cyanomelas)
  - piroscsőrű sarlósbanka (Rhinopomastus minor)

## Képek

Piroscsőrű kúszóbanka (Phoeniculus purpureus)
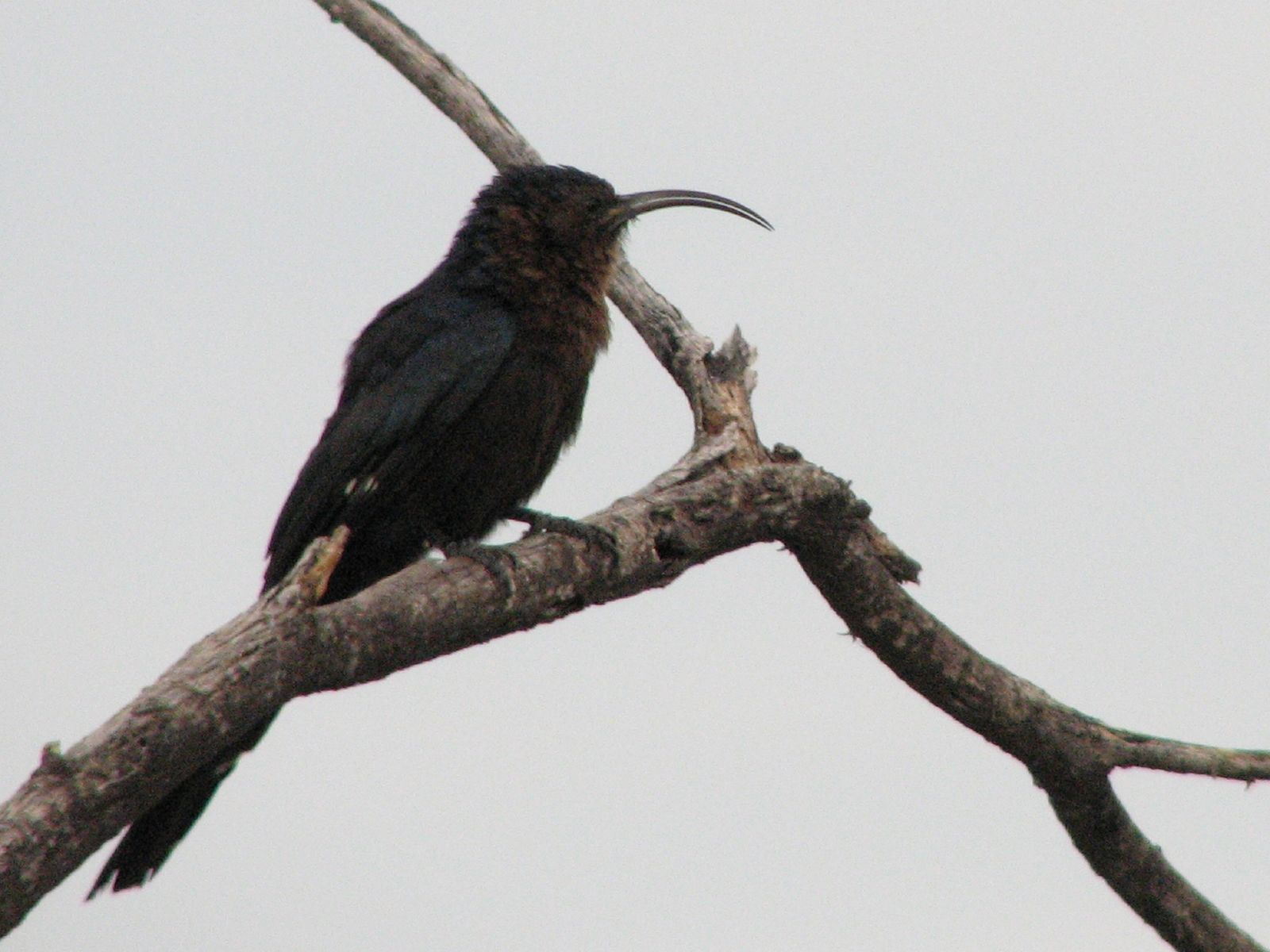
Sarlós kúszóbanka (Rhinopomastus cyanomelas)